# LUCK-KEY ラッキー
『LUCK-KEY ラッキー』（原題：럭키）は、2016年の韓国映画。内田けんじ監督の『鍵泥棒のメソッド』の韓国版リメイク作品である。韓国コメディ映画史上最速で観客動員数500万人を突破した。第15回フィレンツェ韓国映画祭で観客賞（Asiana Airlines Audience）を受賞。

## ストーリー
「伝説の殺し屋」として知られるヒョンウク（ユ・ヘジン）は仕事帰りの銭湯で石鹸を踏んで転び頭を強打し、記憶喪失となってしまう。偶然その場に居合わせた売れない役者のジェソン（イ・ジュン）はロッカーの鍵をすり替え、ヒョンウクは売れない役者ジェソンとして生きることになる。元来の完璧主義ぶりを発揮し、役者として徐々に頭角を表すヒョンウク。一方でジェソンは殺しの依頼と知らずにかかってきた電話をとってしまったことでトラブルに巻き込まれようとしていた。

## キャスト
- チェ・ヒョンウク：ユ・ヘジン
- ユン・ジェソン：イ・ジュン
- カン・リナ：チョ・ユニ
- ソン・ウンジュ：イム・ジヨン
- イルソン：チョ・ハンチョル
- 監督：キム・ミンサン
- 助監督：チャヨプ
- ：キム・ジアン
- ミンソク : イ・ドンフィ
- グォン・ヒラク：ゴジュン
- 照明監督：ソン・チャンホ
- ：ソン・ビョンスク